# Secolul al X-lea

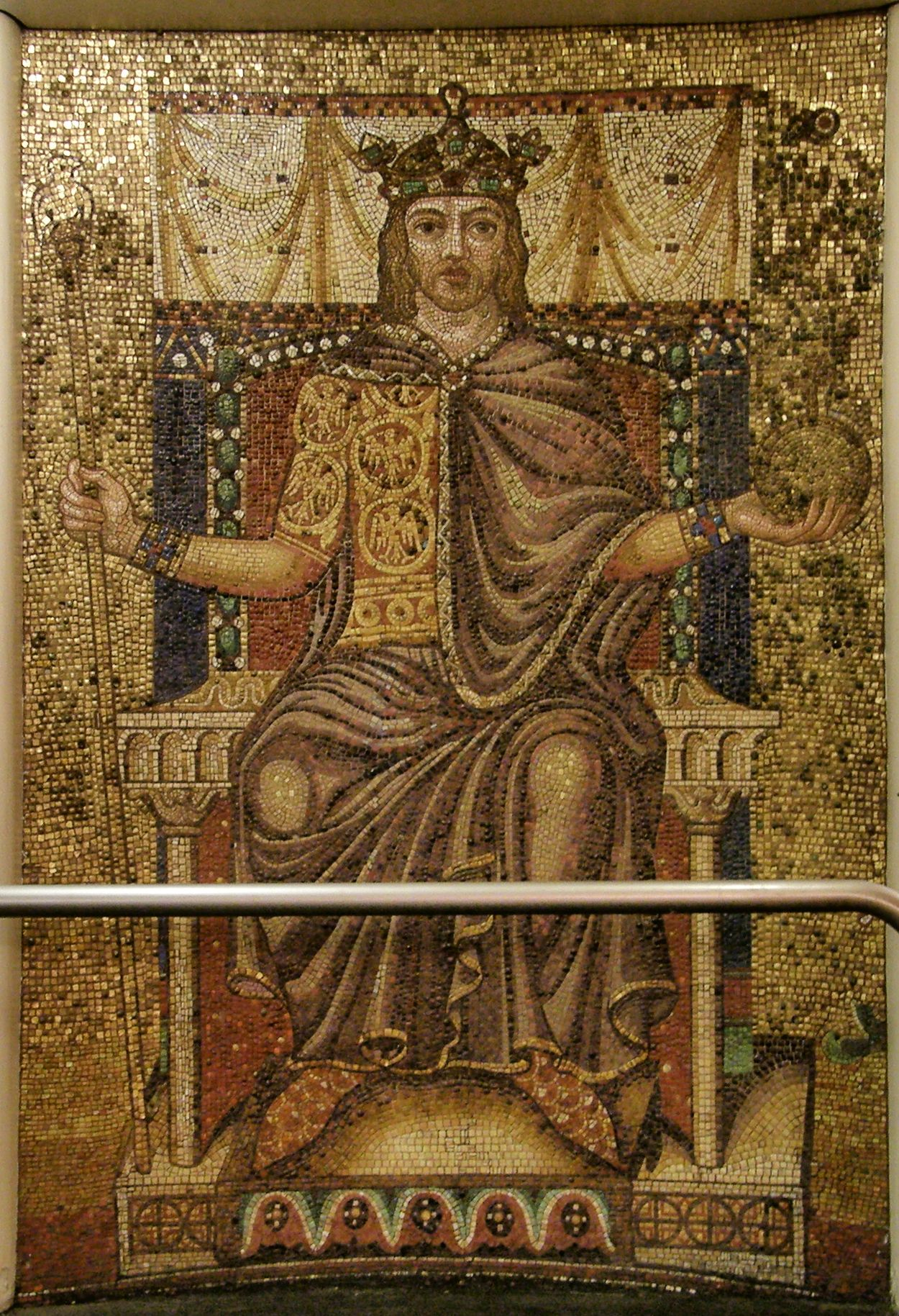
Otto I-personalitatea secolului X

Secolul al X-lea (al zecelea) este de obicei considerat ca un punct de declin în istoria europeană. Otto este încoronat ca împărat al Sfântului Imperiu Roman și Rege al Italiei, imperiu care va influența Europa centrală pentru următoarele secole. În China a fost, de asemenea, o perioadă de haos politic. În lumea musulmană, cu toate acestea, a fost un zenit cultural, în special în Spania, aflată sub stăpânirea Califatului de Cordoba. În plus, secolul X a fost apogeul pentru Imperiul Bizantin și cel Bulgar.
Istoricul medieval Lynn Albe a declarat că "pentru ochiul modern, este cea mai întunecată a Evului Mediu", dar a concluzionat că "...în cazul în care era întuneric, era întuneric a uterului."
Speculațiile cu privire la sfârșitul lumii în anul 1000 încep să apară, mulți europeni s-au panicat, așteptând Judecata de Apoi, însă omenirea a pășit în cel de-al doilea mileniu al erei noastre.

## Evenimente

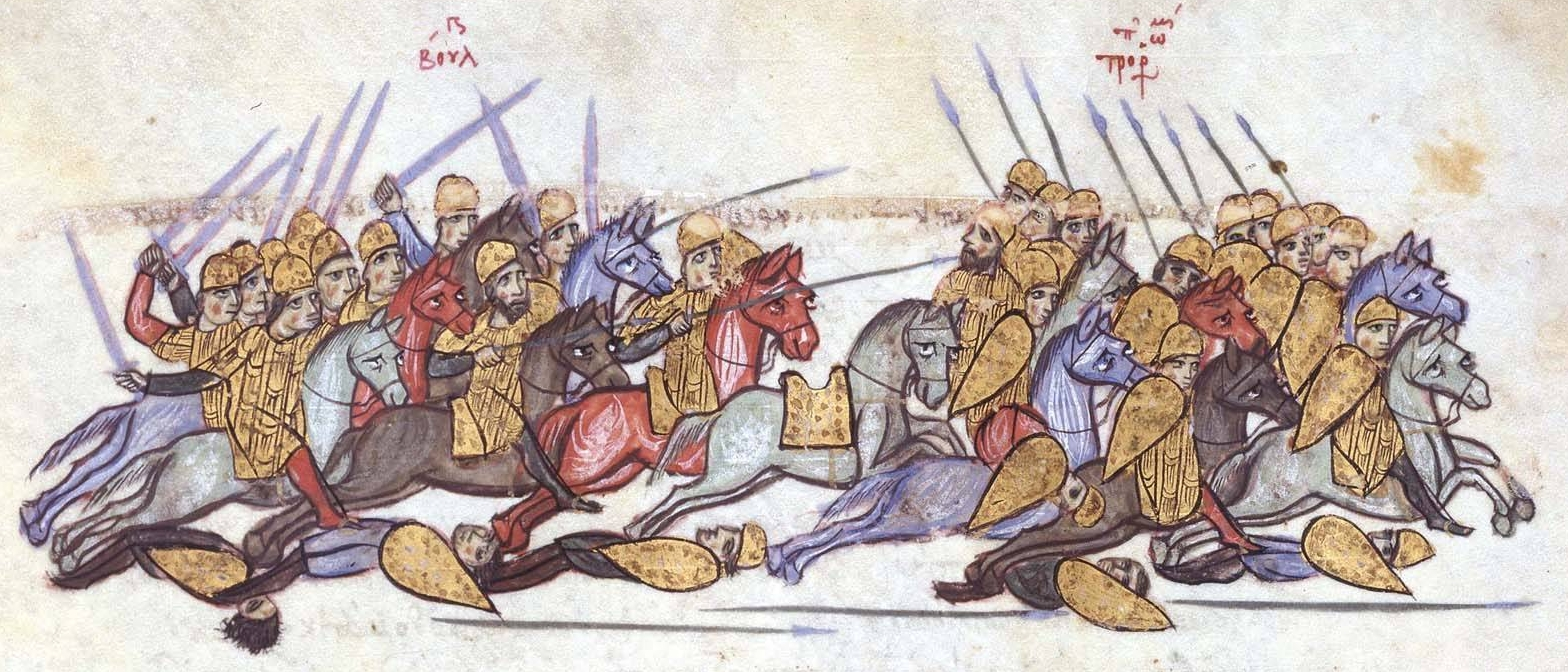

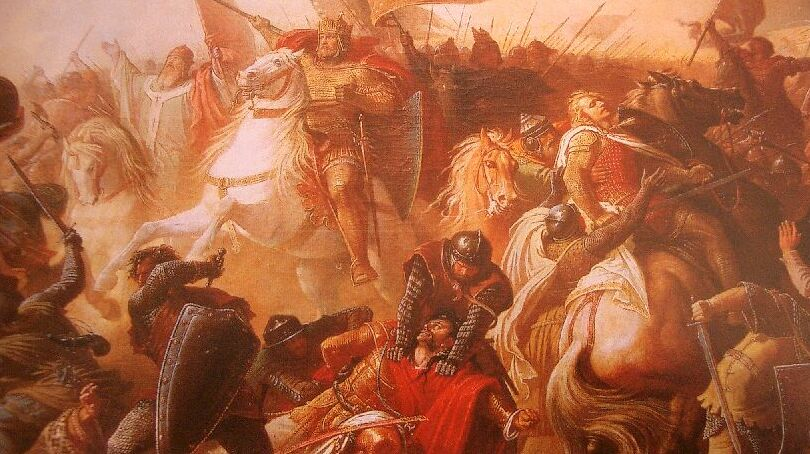

- Începutul încălzirii globale medievale.
- Imperiul Bizantin ajunge la apogeul militar și economic.
- C. 909: Califatului Fatimid apare în estul Algeriei .
- C. 948: Regatul Nri se dezvolta in sudul Nigeriei.
- C. 980: Universitatea Al-Azhar este stabilită în Cairo de către dinastia Fatimidă.
- Regatul Creștin Nubian atinge apogeul de prosperitate și putere militară.
- Prăbușirea civilizației centrale Maya. Sfârșitul perioadei Clasice Mayașe, începe epoca postclasică Maya.
- Toltecii au pătruns în teritoriile mayașe din centrul Americii, amestecând cultura Maya cu cea proprie.
- Epoca de aur a strămoșilor poporului Pueblo.
- Cultura Mississippiană începe în sudul Statelor Unite ale Americii.
- 965 - Regatul Khazar este atacat și învins de către Rusia Kieveană.
- 923 - China este împărțită.
- 919 - Prima utilizare a prafului de pușcă în luptă în China.
- 910 - Parantaka I din dinastia Chola este izgonit din Pandyan din sudul Indiei în Lanka (acum Sri Lanka ) care este cucerită
- În 928 - Dinastia Ziyarid a fost stabilită în nordul Iranului.
- În 930s - Dinastia Shia Buyid se stabilește în partea centrală și de vest a Iranului, precum și în cea mai mare parte a Irakului.
- În 936 - Dinastia Goryeo a unificat cele Trei Regate din Coreea.
- În 975 - Dinastia Ghaznavizilor  e înființată în Asia Centrală.
- 993:  Căpitanul Abu Himyarite din Yemen explorează  portul Guangzhou și vizitează China.
- Selgiucizii se convertesc la Islam.
- În 999 - Dinastia Samanid a fost învinsă și cucerită de Ghaznavizi.
- Orașele de pe coastă din Peninsula Malay trimit înregistrări despre Regatul Malay.
- Ungurii reușesc să cucerească voievodatele transilvane ale lui Gelu, Glad și Menumorut.
- Bătălia de la Lechfeld, la 10 august 955, terminată prin victoria împăratului german Otto I. Sfârșitul raidurilor de jaf întreprinse de unguri în Europa.
- Victoria bulgară de la Anchialos.
- Vikingii se stabilesc în nordul Franței.
- Nordicii devin normanzi.
- Este înființat la Cluny un ordin monahal.
- În 917, bulgarii au distrus armata bizantină în Bătălia de la Anchialus, una dintre cele mai sângeroase bătălii din Evul Mediu.
- 927: recunoașterea oficială a primei Biserici naționale independente în Europa, Patriarhia Bulgară.
- Incursiuni ale Maghiarilor  în întreaga Europa de Vest (47 de expediții în Germania, Italia și Franța, 899 - 970).
- Mieszko I, primul duce de Polonia, creștin botezat în 966.
- Colapsul Moraviei Mari.
- Statul croat devine un regat unificat sub Tomislav.
- Influența suedeză se extinde la Marea Neagră.
- Vladimir I, Prințul a Rusiei Kievene, creștin, a fost botezat în 988.
- Renii și Urșii au dispărut din Marea Britanie.
- Leii au dispărut din Europa, ultimul moare în Caucaz.
- Formarea Imperiului Tonga Tu'i și a dinastiei Tonga Tui în Tonga.

## Oameni importanți
- Otto I cel Mare, sfânt împărat roman
- Vladimir I, prinț al Rus Kievan
- Ubayd Allah al-Mahdi Billah, fondator dinastiei Fatamid din Egipt în 909
- Topiltzin Ce Acatl Quetzalcoatl, semi-legendarul conducător Toltec
- Nichifor al II-lea, împărat al Imperiului Roman de Răsărit
- Ioan I Tzimiskes, împăratul Imperiului Roman de Răsărit
- Vasile al II-lea, împărat al Imperiului Roman de Răsărit
- Adikavi Pampa - poet
- Ranna, poet din India
- Huyan Zan, general chinez
- Li Cheng, peisagist chinez
- Tailapa II
- Zhang Sixun, astronom și inginer mecanic chinez
- Ferdowsi, poet persan
- Fang Li, cărturar enciclopedist
- Împăratul Taizu de Song, fondator al  Dinastiei Song
- Parantaka I, domn al dinastiei Chola din India
- Raja Raja Chola I, domn al dinastiei Chola din India
- Avicenna - medic vestit în Evul Mediu
- Al-Farabi, unul dintre cei mai mari oameni de știință și filozofi
- Alhazen, un om de știință musulman și matematician
- Abu Rayhan Biruni, un cercetător musulman
- Taejo de Goryeo, fondator al dinastiei Goryeo, din Coreea
- Harald Fairhair, regele Norvegiei
- Tomislav, regele Croației
- Abd-ar-Rahman III de Cordoba
- Simeon cel Mare, împărat din Bulgaria
- Regele Edmund I al Angliei
- Hugh Capet, primul rege al Franței Capetiene
- Géza din Ungaria, conducător al ungurilor
- Otto al II-lea, împărat roman
- Theophanu, soția lui Otto al II-lea
- Țarul Samuil din Bulgaria
- Otto III, împărat al Sfântului Imperiu Roman
- Erik cel Rosu - explorator norvegian
- Leif Eiriksson, explorator norvegian, fiul lui Erik
- Olav Tryggvason devine primul rege care încearcă să creștineze Norvegia.
- "Aho'eitu, primul rege din Tonga Tui

## Invenții, descoperiri
- Hameiul este pentru prima dată menționat în legătură cu producția berii
- China: bancnotele, armele de foc
- Bagdad:
  - fabrică de mori de măcinat[1]
  - realizarea de proiecții cartografice (cu rețea de coordonate) folosind un fel de hârtie milimetrică
- Afganistan, Pakistan, Iran: moară de vânt orizontală
- medicii arabi: alcoolul sanitar[2]
- 903 - 986: Al-Sufi: astrolabul pentru calculul timpului[3]
- 904: China: săgeata de foc
- 919: China: aruncătorul de flăcări cu dublu piston
- 953: strămoșul stiloului cu rezervor (Al-Muizz Lideenillah, Egipt)[4][5]
- 960 - 1.000: apar restaurantele în lumea arabă și în China
- 994: sextantul (Abu-Mahmud al-Khujandi, Persia)
- 996: Al-Biruni: astrolabul cu mecanism ingenios
- astronomii arabi: perfecționează cuadrantul, astrolabul, cadranul solar (vertical și polar)
- cafeaua (Khalid, Etiopia)
- chimiștii arabi: săpunul pentru bărbierit
- inginerii arabi: firul cu plumb, nivela, triangulația, mori de măcinat cu mecanism
- Imperiul Arab: iluminatul stradal, șerbetul, băuturile răcoritoare, siropul[6]
- Iran: pod cu ecluză pentru moară de apă, dig pentru devierea apei
- Al-Andalus: amenajări pentru colectarea deșeurilor menajere
- Imperiul Arab: bibliotecă publică
- China: petarde

## Decenii și ani
| Anii 890  | 890  | 891  | 892  | 893  | 894  | 895  | 896  | 897  | 898  | 899  |
| Anii 900  | 900  | 901  | 902  | 903  | 904  | 905  | 906  | 907  | 908  | 909  |
| Anii 910  | 910  | 911  | 912  | 913  | 914  | 915  | 916  | 917  | 918  | 919  |
| Anii 920  | 920  | 921  | 922  | 923  | 924  | 925  | 926  | 927  | 928  | 929  |
| Anii 930  | 930  | 931  | 932  | 933  | 934  | 935  | 936  | 937  | 938  | 939  |
| Anii 940  | 940  | 941  | 942  | 943  | 944  | 945  | 946  | 947  | 948  | 949  |
| Anii 950  | 950  | 951  | 952  | 953  | 954  | 955  | 956  | 957  | 958  | 959  |
| Anii 960  | 960  | 961  | 962  | 963  | 964  | 965  | 966  | 967  | 968  | 969  |
| Anii 970  | 970  | 971  | 972  | 973  | 974  | 975  | 976  | 977  | 978  | 979  |
| Anii 980  | 980  | 981  | 982  | 983  | 984  | 985  | 986  | 987  | 988  | 989  |
| Anii 990  | 990  | 991  | 992  | 993  | 994  | 995  | 996  | 997  | 998  | 999  |
| Anii 1000 | 1000 | 1001 | 1002 | 1003 | 1004 | 1005 | 1006 | 1007 | 1008 | 1009 |